# Palácio de Monserrate
O Palácio de Monserrate é um palácio inserido no Parque de Monserrate situado na freguesia de Sintra (Santa Maria e São Miguel, São Martinho e São Pedro de Penaferrim), município de Sintra, distrito de Lisboa, Portugal.
O Palácio de Monserrate está classificado como Imóvel de Interesse Público desde 1978.

## História
Terá existido nestes terrenos uma capela,  essa anterior mesmo à reconquista de Sintra por D. Afonso Henriques, e que marcaria a sepultura de um cristão-moçárabe que morrera a combater um rico árabe que comandava a zona. Em 1540 o clérigo Gaspar Preto mandou edificar uma capela dedicada a Nossa Senhora de Monserrate, nesta altura a ermida e os terrenos circundantes pertenciam ao Hospital de Todos-os-Santos de Lisboa.
Em 1601 a propriedade é aforada à família Melo e Castro até 1718 quando é finalmente adquirida por D. Caetano de Melo e Castro, comendador de Cristo e Vice-rei da Índia. Sendo a família residente em Goa a propriedade era mantida por caseiros, pelo menos até 1755 quando o violento terramoto deixou as casas inabitáveis.
Em 1790 Gerad DeVisme (rico comerciante inglês, representante e associado da firma DeVisme, Purry & Mellish, que conseguira do Marquês de Pombal o monopólio do comércio das madeiras do Brasil) arrenda a quinta a Dona Francisca Xavier Mariana de Faro Melo e Castro, tendo construído o primeiro palácio, em estilo neogótico. Demoliu ainda a capela do século XVI, tendo construído outra que viria a ser aproveitada por Francis Cook para criar uma falsa ruína.
Será em 1793 que William Beckford arrenda a propriedade a DeVisme, investindo largamente no palácio mas mais ainda no melhoramento dos jardins.
Só em 1856 e após várias décadas de abandono (tendo Beckford deixado Portugal no final do século XVIII) é que a Quinta de Monserrate sairia das mãos da família Melo e Castro, na pessoa de José Maria de Castro, que retornavam de Goa e vendiam a quinta para construir uma residência em Lisboa.
O comprador foi um milionário dos têxteis inglês, Francis Cook, herdeiro da Cook, Son & Co e marido da anglo-portuguesa Emily Lucas. O palácio foi desenhado por James Knowles e os jardins foram alvo de intervenções pelo paisagista William Stockdale, o botânico William Nevill, e James Burt, mestre jardineiro, que passaria aliás o resto da sua vida em Monserrate.
Cook faz de Monserrate a residência de Verão da família recheando-o com obras de arte da sua enorme coleção (hoje dispersa por inúmeros museus).
Pensa-se que durante a construção terão trabalhado no palácio mais de 2000 pessoas, 50 das quais empregues exclusivamente para a jardinagem. Depois de terminadas as obras, os Cook empregam cerca de 300 pessoas para cuidar da casa, do parque e da família. Compram 13 quintas confinantes (Quintas de S. Bento, da Infanta, da Cabeça, da Ponte Redonda, da Bela Vista, de S. Tiago, de Pombal, das Bochechas, da Boiça, Quinta Grande e Quinta Pequena) e ainda o Convento dos Capuchos com a sua cerca tornando-se proprietários e empregadores de peso nas terras circundantes, muito à semelhança do que acontecia nas casas de campo inglesas.
Em virtude do trabalho e esforços que Francis Cook havia empregue na reconstrução da quinta, assim como a construção de duas escolas primárias (para os filhos do seu pessoal) em Galamares e Colares, casas e até um teatro, o rei D. Luís I concede-lhe o título de Visconde de Monserrate.  
Em 1884 é lhe atribuído o título de Baronete em Inglaterra, vivendo Sir Francis Cook até aos 84 anos. Até ao final da sua vida passaria largas temporadas em Sintra, durante os meses de Novembro, a maior parte de Abril, Maio e Junho. Durante o resto do ano a casa ficava entregue a uma família de caseiros que se comprometia a cuidar da residência.
A propriedade ficará na posse da família Cook até 1947 quando Sir Herbert Cook é obrigado a vender a quinta depois da família ter perdido grande parte da fortuna na primeira metade do século XX. Nesta venda perde-se o valioso recheio do palácio que se irá dispersar aquando do leilão.
Saúl Fradesso da Silveira de Salazar Moscoso Saragga (1894-1964), comerciante de antiguidades de Lisboa, compra o palácio e irá vendê-lo em 1949 ao Estado Português, que compra ainda 143 hectares da Tapada de Monserrate. A Serra de Sintra, onde o palácio se localiza, é classificada como Paisagem Cultural - Património da Humanidade pela UNESCO em 1995 e em 2010 iniciam-se as obras de recuperação do Palácio de Monserrate, agora aberto ao público.

## Palácio
O edifício inicial construído por Gerad DeVisme era uma construção alongada e rematada nos extremos por duas torres cilíndricas e cobertas por telhados em forma de cone (sendo esta a estrutura essencial que se manteve até hoje). Tratava-se de um castelo neogótico que sofreu alterações de Beckford, tendo sido palco de numerosas festas. Consegue assim tornar-se o centro de uma elite de intelectuais que Beckford reunia em seu redor. Um dos mais celebrados é George Byron, poeta anglo-escocês e figura do movimento Romântico, que em 1809 se referiria a Monserrate na sua obra "Childe Harold's Pilgrimage".
Sabe-se que por volta de 1840 o edifício original estava deixado ao abandono, já se tinham dado furtos das coberturas de chumbo e alguns dos tetos tinham desabado.
Em 1858 o novo proprietário Francis Cook contrata os serviços do arquiteto inglês James Knowles para desenhar um novo palácio aproveitando as fundações e alguns muros da construção que o antecedera (alguns já com mais de cem anos). A construção, que irá durar de 1863 até 1865, revela um gosto orientalista e eclético, com elementos marcadamente góticos , indianos e árabes. No geral apresenta uma rigorosa simetria, marcada ao centro por um conjunto de elegantes colunas que suportam a arcaria neomedieval. É contratado o empreiteiro inglês J. Samuel Bennet que viria a trabalhar com D. Fernando no restauro do Convento dos Jerónimos.
No seu interior encontramos um Átrio octogonal formado por arcos góticos e colunas de mármore rosa (com um conjunto de escadas que sobe para os aposentos privados de Francis Cook), a Sala de Jantar, a Biblioteca com estantes de nogueira e uma belíssima porta em alto-relevo, a Capela, o Átrio Principal também ele octogonal e que apresenta uma fonte de mármore de Carrara de inspiração classicista, assim como painéis perfurados de Deli de alabastro que funcionam como biombos esculpidos. Este Átrio, encimado por uma cúpula profusamente decorada com madeiras e estuque, encontra-se no centro da Galeria que atravessa todo o palácio, da Torre Norte à Torre Sul. 
Temos ainda a Sala de Bilhar, a Sala de Estar Indiana e por fim a Sala da Música, salão de generosas proporções, excelente acústica e rica decoração. Conta com uma cúpula em estuque um friso com representações das Musas e das Graças.

Galeria
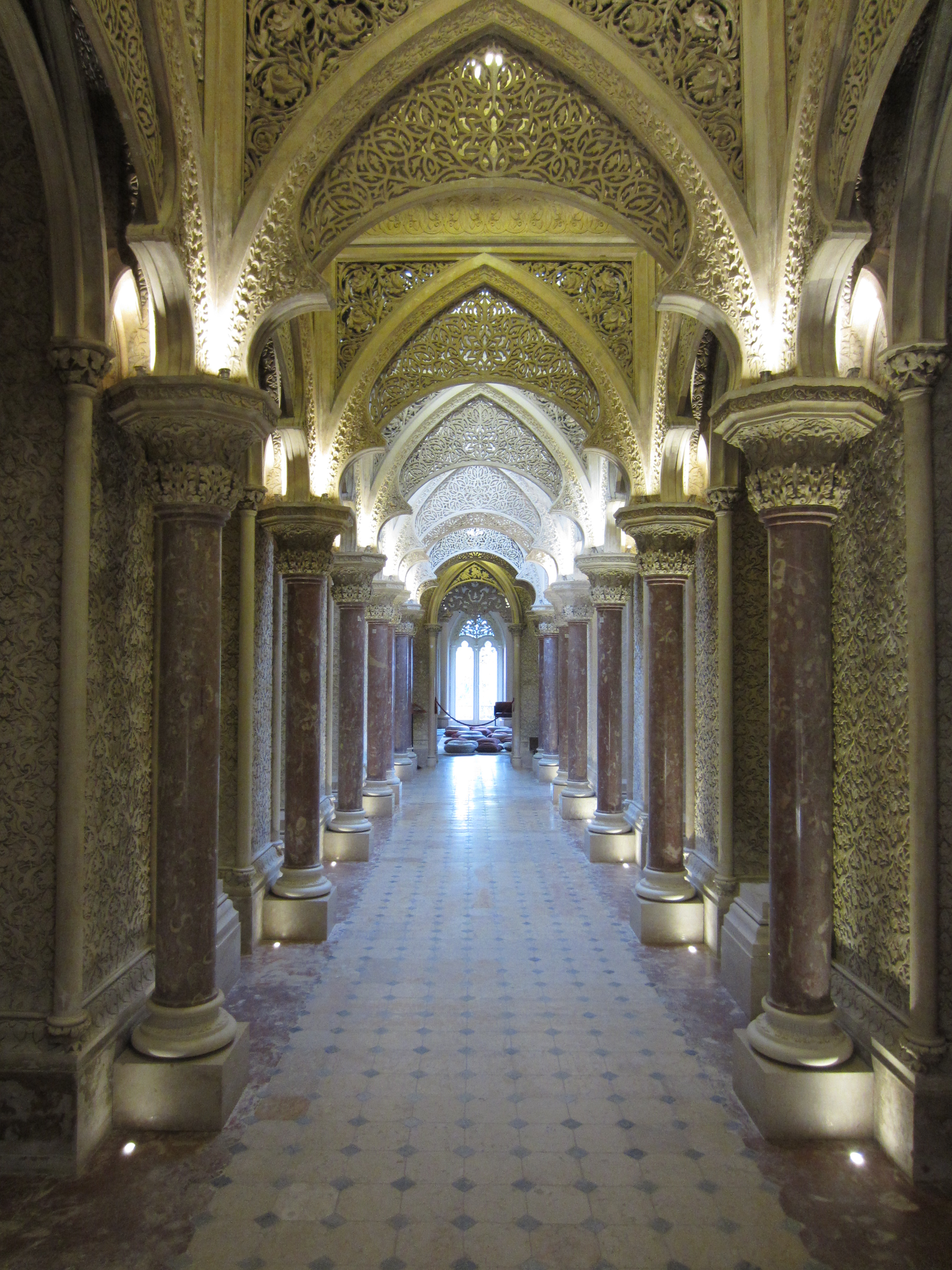
Galeria
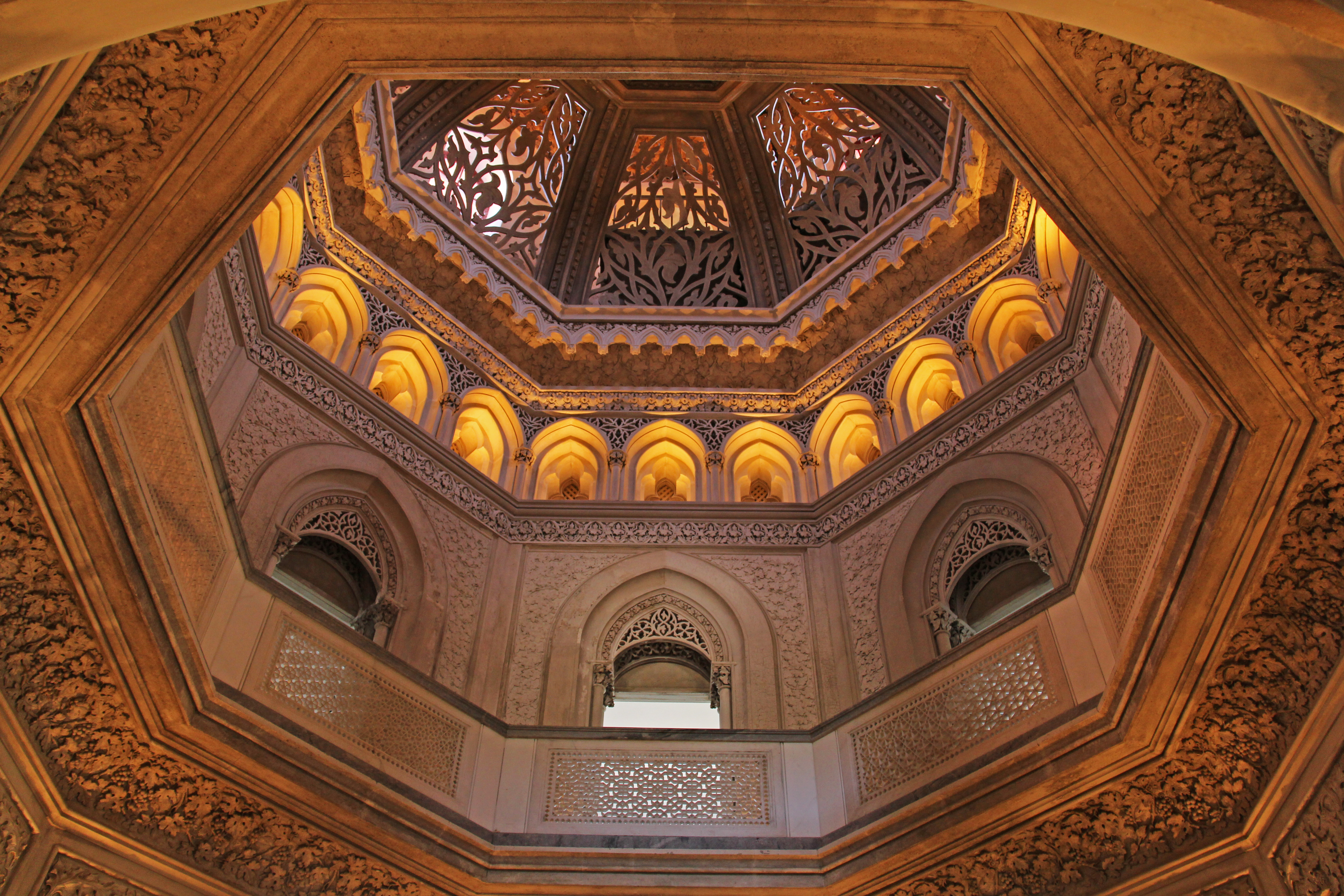
Cúpula do Atrio Principal
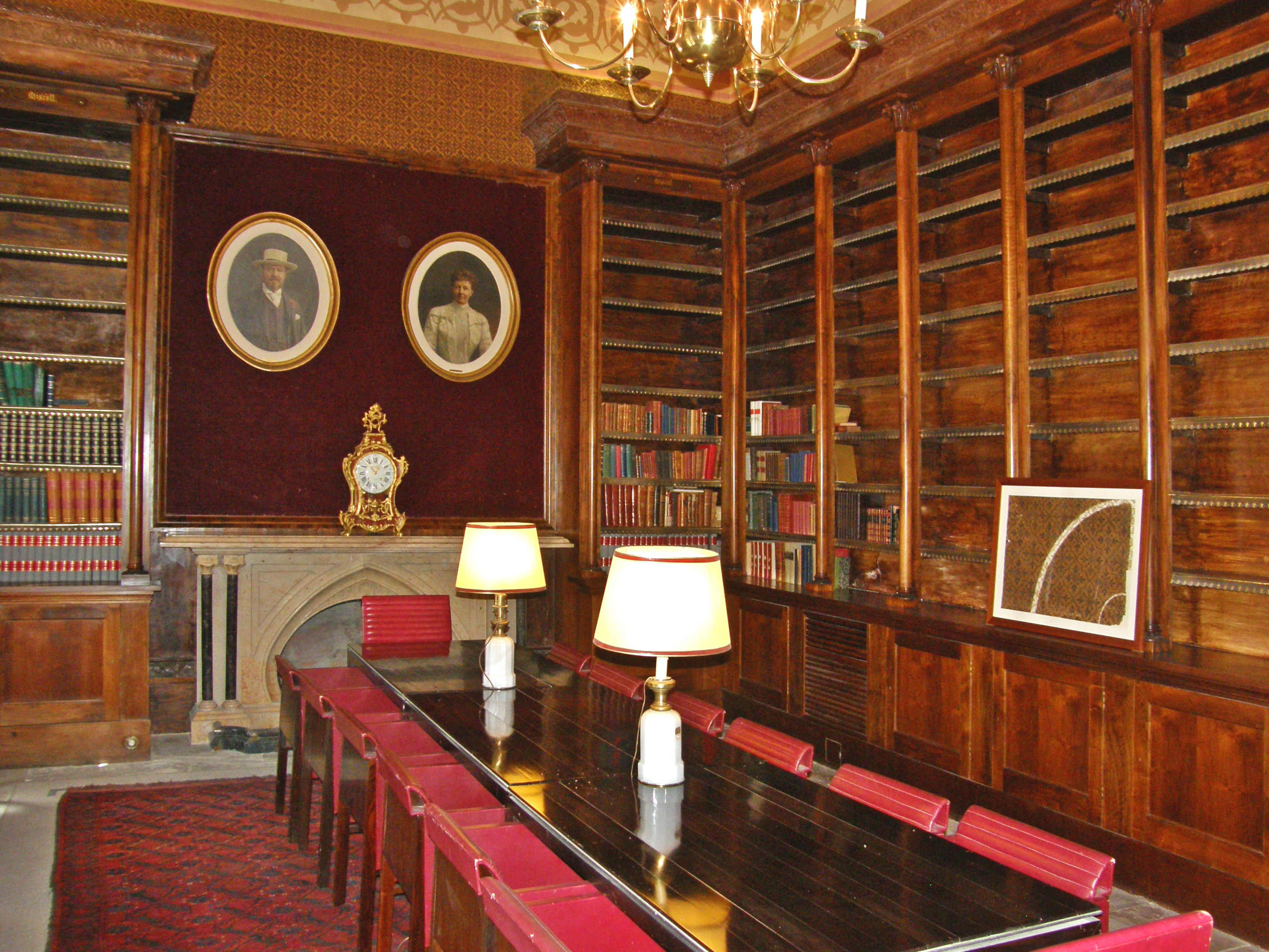
Biblioteca
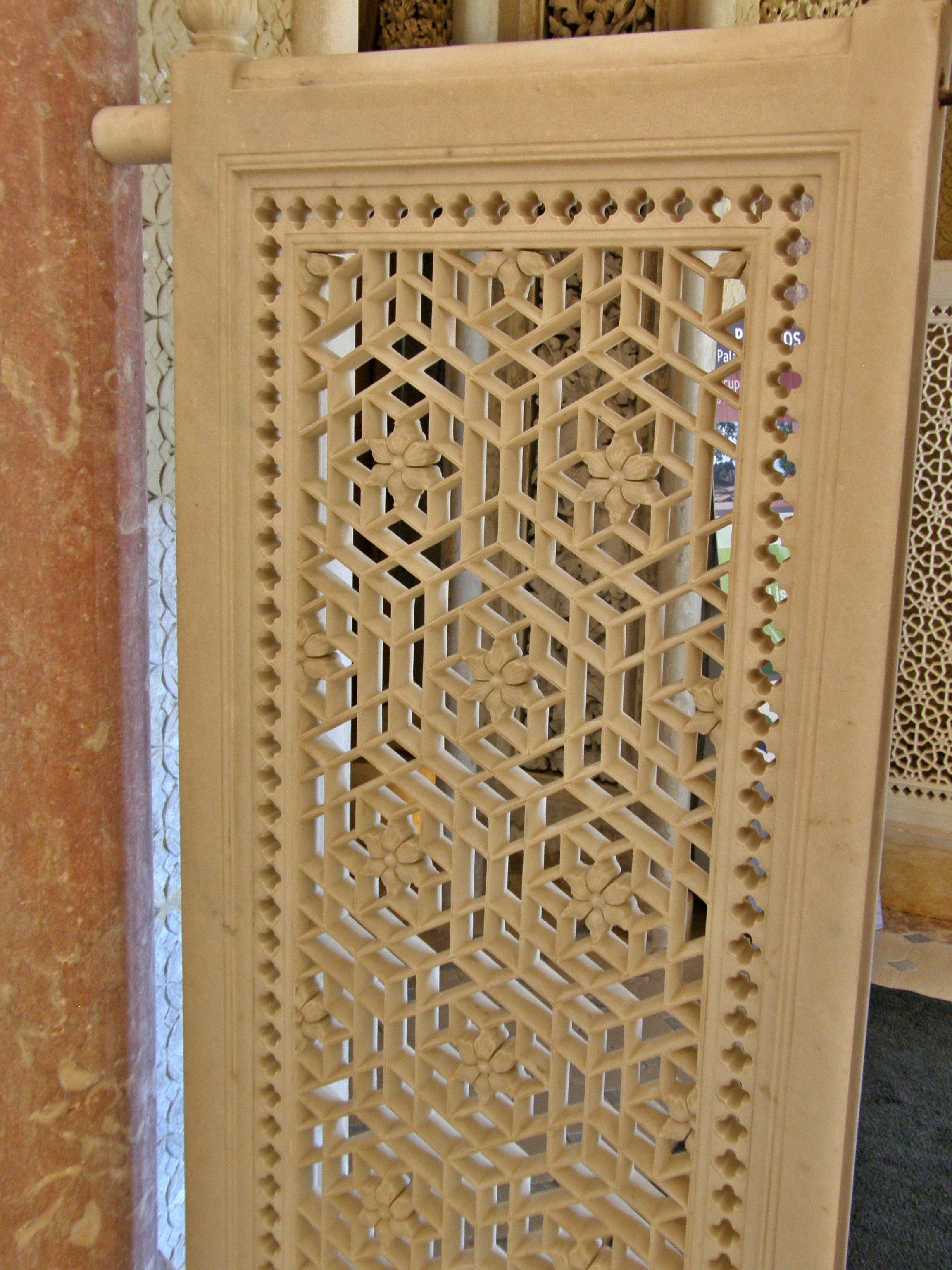
Exemplo dos biombos de alabastro

## Parque de Monserrate
O parque desenvolve-se ao longo de 33 hectares e conta com diversos jardins onde pode ser encontrada uma impressionante coleção botânica, com exemplares de todo o mundo. A construção terá se estendido de 1863 a 1929, com um projecto geralmente atribuído a William Colebrook Stockdale, pintor de paisagens de estilo romântico, ainda que este apenas tenha trabalhado directamente no local em 1863, 1874 e 1875. Já em 1885 os jardins do Palácio de Monserrate eram referidos num artigo de duas partes no The Gardner's Chronicle (de Londres).
O Jardim do México localiza-se na zona mais quente e seca da propriedade reunindo-se aqui plantas dos climas mais quentes como o Taxódio-do-México, a Estrelícia-gigante (África do Sul), Búnia-búnia (Austrália) e Coquitos-do-Chile.
O Jardim do Japão alberga plantas asiáticas como Bambu, Camélia (Sudeste asiático), Teixo (Europa, noroeste africano, sudeste asiático), Figueira-das-Ilhas-Fiji e Ginkgo (Sudoeste da China).
O Vale dos Fetos apresenta diversos exemplares de Fetos-arbóreos dispostos ao longo da encosta. Em 1867/1868 Doze fetos arbóreos, cada um com cerca de 2.5 metros de altura, foram cortados nas montanhas de Dandenong na Austrália e transportados (sem raízes nem frondes) em caixas de pinho cheias com serradura húmida. Estes exempolares foram primeiro plantados no interior da ruína da capela, tratados de modo a permitir a aclimatização e de seguida transplantados para o vale. Dos primeiros doze fetos sobreviveram 8.
Os Lagos Ornamentais possuem diferentes profundidades e temperaturas distintas de modo a albergarem plantas aquáticas exóticas contando-se como as mais importantes Papiros e Nenúfares.
Existe ainda um Roseiral com cerca de 200 variedades históricas e cujo restauro foi concluído em 2011, altura em que foi inaugurado por Sua Alteza Real o Príncipe de Gales e a Duquesa da Cornualha.
O parque é decorado por diversos elementos ao gosto romântico, entre eles encontram-se alguns projetados por William Beckford, como a Cascata artificial (foi necessário desviar um ribeiro para a conseguir), assim como o Arco de Vathek, que partilha o nome com a personagem principal do famoso romance de Beckford, Vathek). Acredita-se ainda que o falso Cromeleque seja também ele obra de Beckford.
No que toca a estruturas edificadas destacam-se a falsa ruína de uma Capela, da autoria de Francis Cook, ao gosto romântico da época e inspirada pelas inúmeras ruínas de mosteiros e abadias no Reino Unido. No interior da ruína encontrava-se ainda um sarcófago etrusco que se encontra atualmente no Museu Arqueológico de S. Miguel de Odrinhas, em Sintra. Este fazia parte de um conjunto de três que foram adquiridos por Cook à família Campanari por volta de 1860.
Um Arco ornamental Indiano, comprado em 1857 por Cook a Charles Canning, Governador-Geral da Índia, decora o Caminho Perfumado que termina na entrada principal do palácio. 
Na Casa de Pedra (edifício rústico cujo exterior é coberto por pedras irregulares) funcionou uma carpintaria e uma vacaria, sendo hoje a sede da Parques de Sintra - Monte da Lua, S.A.
Existe ainda um Atelier de pintura usado por Sir Francis Cook (1907-1978), bisneto do 1º Visconde de Monserrate.

Galeria
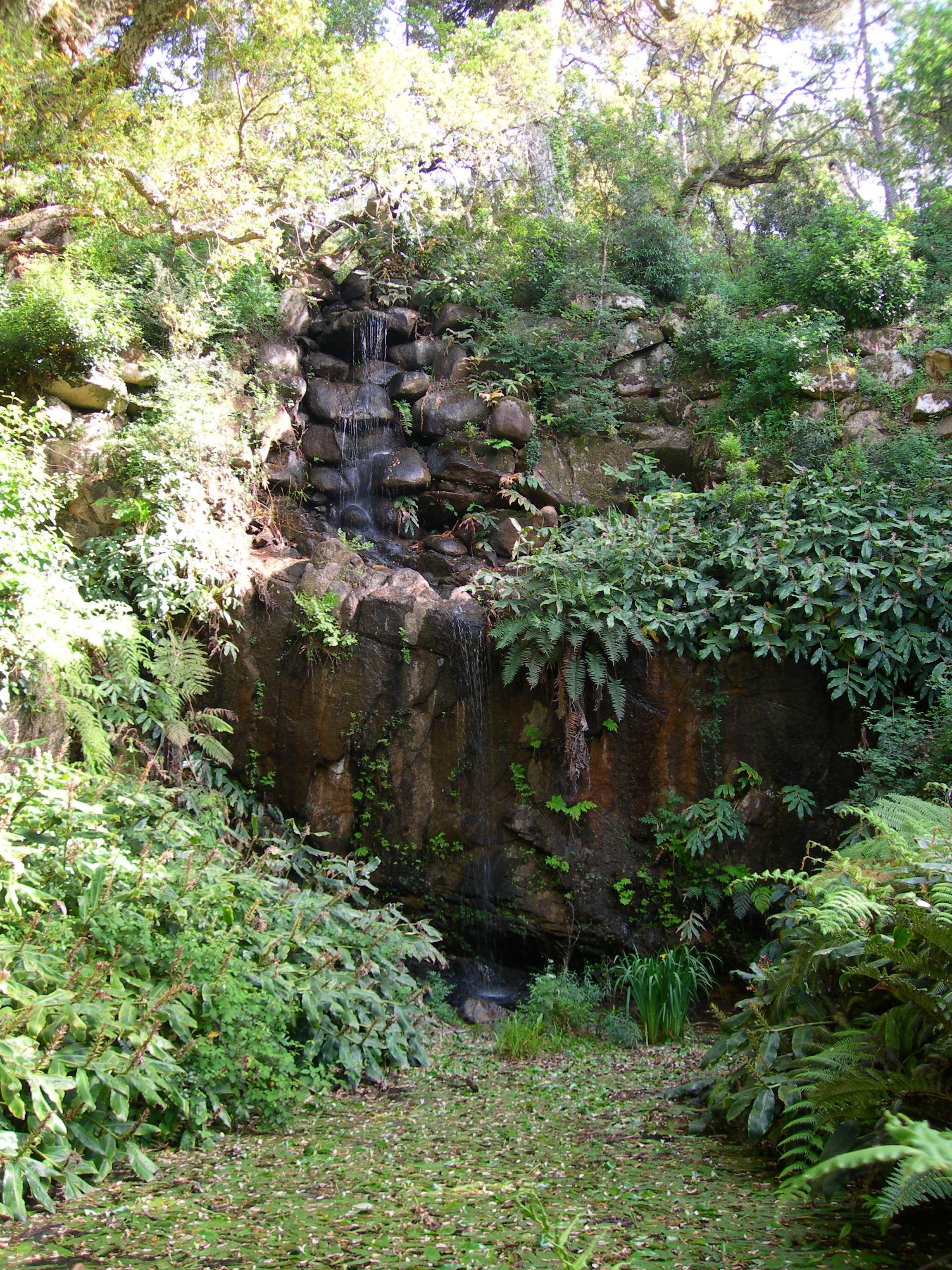
Cascata de Beckford
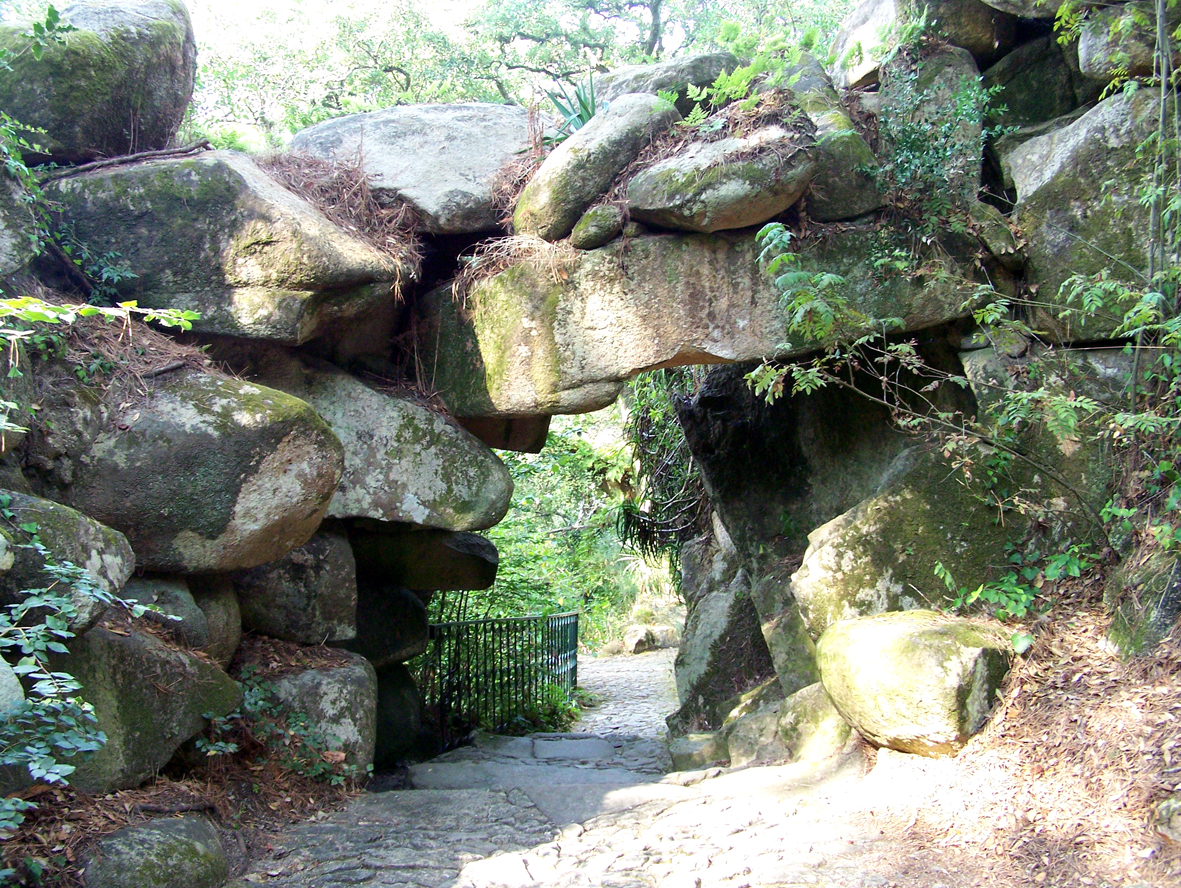
Arco de Vathek
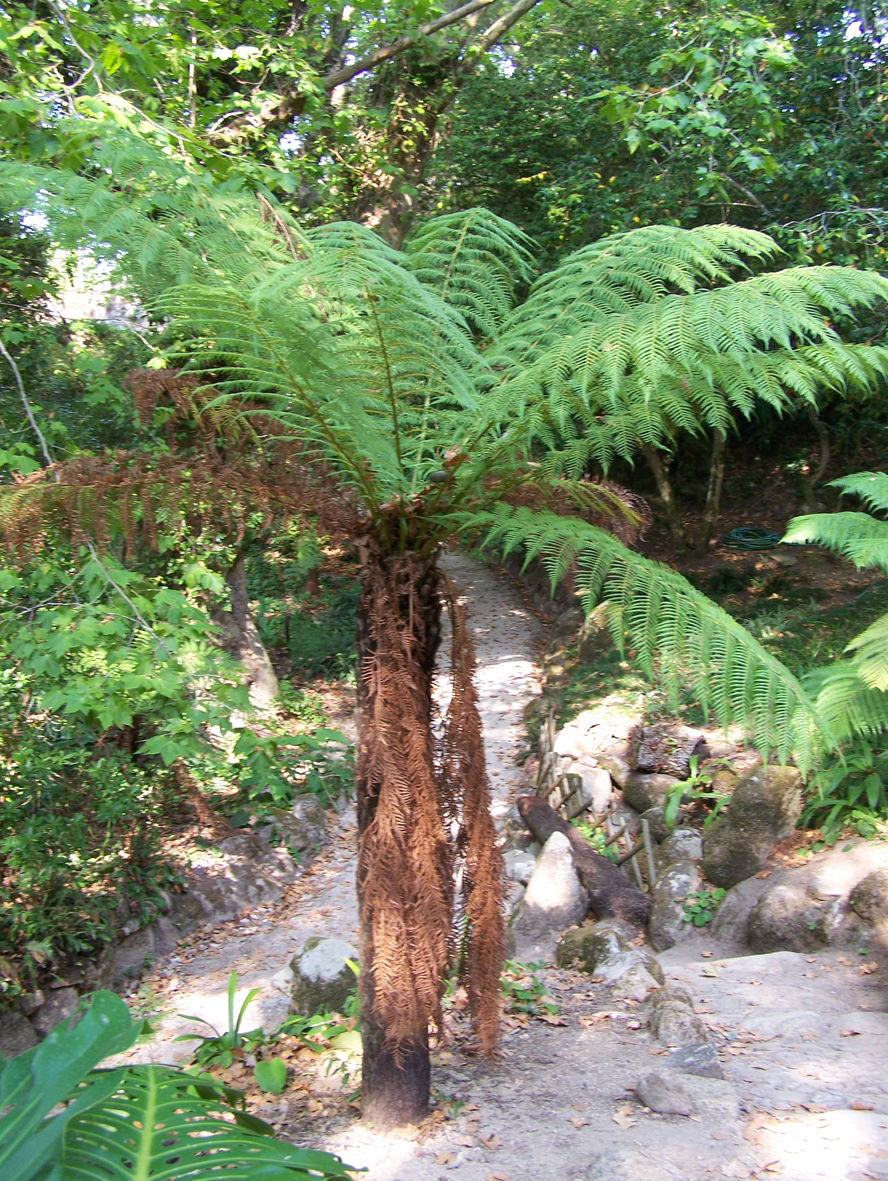
Feto-Arbóreo no Vale dos Fetos
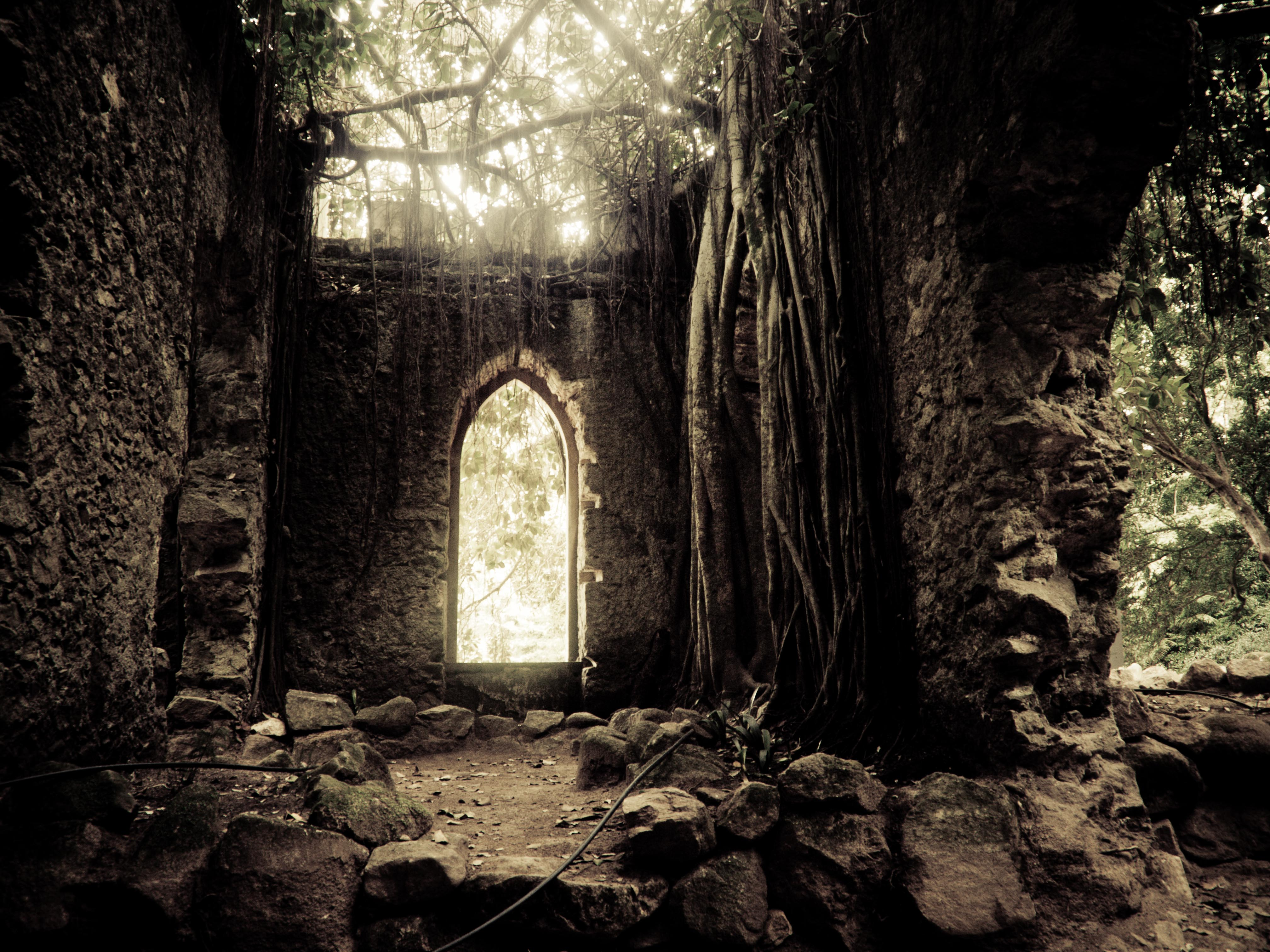
Interior da falsa ruína da Capela

## Personalidades ilustres
- Visconde de Monserrate

## Cinema e televisão
Os exteriores do palácio foram usados extensivamente nas filmagens do filme pornográfico espanhol "Aberraciones sexuales de una mujer casada", de Jesús Franco, estreado em 1981.
O Palácio de Monserrate tem uma breve aparição nas miniséries de TV As Viagens de Gulliver, de 1996.